# Willem Alberts
Pour les articles homonymes, voir Alberts.
Pas d'image ? Cliquez ici

a Compétitions nationales et continentales officielles uniquement.

b Matchs officiels uniquement.
Dernière mise à jour le 21 juin 2024.
Willem Schalk Alberts, né le 11 mai 1984 à Pretoria, est un joueur sud-africain de rugby à XV qui évoluent au poste de troisième ligne centre ou aile. Depuis 2010, il joue en équipe d'Afrique du Sud et avec les Sharks en Super 15. Il rejoint le Top 14 après la coupe du monde 2015 pour évoluer avec le Stade Français. Depuis 2020, il évolue avec les Lions en Afrique du Sud

## Biographie
Willem Alberts honore sa première sélection en équipe d'Afrique du Sud le 13 novembre 2010 contre le pays Galles. Le 23 août 2011, il est retenu par Peter de Villiers dans la liste des trente joueurs qui disputent la coupe du monde de rugby à XV.
En juillet 2015, il signe en faveur du Stade Français, récent champion de France.

## Style de jeu
Réputé pour sa grande puissance balle en main, il mobilise très souvent plusieurs défenseurs[réf. nécessaire].

## Palmarès
- Vainqueur de la Currie Cup en 2010
- Vainqueur du Challenge européen en 2017